# 플랑크 질량

물리학에서, 플랑크 질량(영어: Planck mass)은 질량에 대한 플랑크 단위다. 기호는 {\displaystyle m_{P}}이며, 그 정의는 다음과 같다.
{\displaystyle m_{P}={\sqrt {\frac {c\hbar }{G}}}\approx 2.176\times 10^{-8}\ \mathrm {kg} =1.2209\times 10^{19}\ \mathrm {GeV} /c^{2}}
즉, 약 0.02 밀리그램이다. 여기서 {\displaystyle c}는 광속, {\displaystyle \hbar }는 디랙 상수, {\displaystyle G}는 중력상수를 나타낸다. 플랑크 질량은 슈바르츠실트 반지름과 콤프턴 파장, 그리고 플랑크 길이가 같아질 때의 값이다.
입자물리학과 우주론 학자들은 종종 다음과 같은 환산 플랑크 질량을 쓰기도 한다. 이와 같이 정의하면 중력에 관계된 몇몇 식들이 간소화된다.
{\displaystyle {\sqrt {\frac {c\hbar }{8\pi G}}}={\frac {m_{P}}{\sqrt {8\pi }}}\approx 4.341\times 10^{-9}\ \mathrm {kg} =2.435\times 10^{18}\ \mathrm {GeV/c^{2}} }

## 같이 보기
- 물리 상수
- 플랑크 단위
- 플랑크 길이
- 플랑크 시간